# Jean Freddi Greco
Jean Freddi Pascal Greco, né le 12 février 2001 à Andohatapenaka à Madagascar, est un footballeur italien, qui évolue au poste de milieu de terrain au Torino FC.

## Biographie
Né à Madagascar, Greco est adopté à l'âge de 3 ans avec son grand frère par une famille résidant à Rome.

### En club
Supporter romanista dès son plus jeune âge, il commence à jouer au foot avec le club romain de l'AS Lodigiani à l'âge de 6 ans, avant de rejoindre l'AS Rome à 9 ans.
Avec les moins de 17 ans de l'AS Rome, il gagne notamment le scudetto — le championnat national italien — en 2018.
Il rejoint par la suite le club de Turin, à l'issue de la saison 2018-19.

### En équipe nationale
Avec les moins de 17 ans, il participe au championnat d'Europe des moins de 17 ans en 2018. Il participe à la finale perdue face aux Pays-Bas après une séance de tirs au but.
De nationalité italienne, il reste néanmoins théoriquement éligible pour la sélection malgache, gardant un lien profond avec le pays africain.

## Palmarès

### En club
- AS Rome
  - Vainqueur du championnat d'Italie des moins de 17 ans (it) en 2018[7].
  - Vainqueur de la Supercoppa des moins de 17 ans en 2018[7].

### En sélection
- Équipe d'Italie -17
  - Finaliste du championnat d'Europe des moins de 17 ans en 2018.